# Рудолф Хес
Рудолф Валтер Рихард Хес (Александрија, 26. април 1894 — затвор Шпандау, 17. август 1987, Западни Берлин) био је нацистички званичник, Хитлеров заменик у странци, познат по томе што је хтео да склопи мир са Уједињеним Краљевством. Крај рата провео у британском затвору, а на суђењу у Нирнбергу 1946. због злочина против мира осуђен на доживотну робију. 

## Биографија
Био је важна фигура у НСДАП-у, заменик Хитлера и члан његовог најужег круга. Рођен је у египатској Александрији, као син протестантског увозника и извозника који је сматрао да школа коју Рудолф похађа није довољна па се школовао и код куће. 1908. породица се враћа у Немачку, а он иде у интернат. Желео је да буде астроном, али је због очевог противљења ипак студирао бизнис у Швајцарској.
У Првом светском рату био је пешадинац и добио Гвоздени крст, 2. реда. Као поручник служио је у ваздухопловству. Био је разочарани ратни ветеран. На Универзитету у Минхену студирао је политику, историју, економију и геополитику.
Због суделовања у Минхенском пучу 1923. у затвору је одлежао седам и по месеци. Уредио је Хитлерову књигу „Мајн Кампф” и постао трећи у Рајху, после Хитлера и Геринга, оснивача Гестапа.
Након неуспеле инвазије Немачке на Британију 1940. одлетео је у Шкотску да склопи мир, али је 10. маја 1941. ухапшен јужније од Глазгова. До краја рата налазио се у лондонском Тауеру. Сазнавши за тај чин, Хитлер га се одрекао, прогласио лудим, и заменио Мартином Борманом. Након краја рата, заједно са преживелим званичницима, суделовао је на Нирнбершком судском процесу, где је због својих злочина осуђен на доживотну робију. Тада је имао 52 године. Последње што је рекао суду било је: „Ich bereue nichts!" (Ни због чега не жалим!).
Спроведен је у затвор Шпандау, у тадашњем Западном Берлину. Када су 1966. тај затвор напустили Балдур фон Ширах и Алберт Шпер, постао је једини осуђеник.
Дана 17. августа 1987. године извршио је самоубиство продужним каблом. Затвор у којем је био срушен је, а због сумњи да га је убила британска тајна служба, у неонацистичким круговима је постао мученик.